# Klaudia Breś
Klaudia Breś (Bydgoszcz, 22 de junio de 1994) es una deportista polaca que compite en tiro, en la modalidad de pistola.
En los Juegos Europeos de Cracovia 2023 consiguió una medalla de oro en la prueba de pistola 10 m. Ganó tres medallas en el Campeonato Europeo de Tiro entre los años 2017 y 2022.

## Palmarés internacional
| Juegos Europeos    | Juegos Europeos     | Juegos Europeos  | Juegos Europeos |
| Año                | Lugar               | Medalla          | Prueba          |
| ------------------ | ------------------- | ---------------- | --------------- |
| 2023               | Breslavia (Polonia) | Medalla de oro   | Pistola 10 m    |
| Campeonato Europeo |                     |                  |                 |
| Año                | Lugar               | Medalla          | Prueba          |
| 2017               | Bakú (Azerbaiyán)   | Medalla de plata | Pistola 25 m    |
| 2019               | Osijek (Croacia)    | Medalla de oro   | Pistola 10 m    |
| 2022               | Breslavia (Polonia) | Medalla de plata | Pistola 25 m    |